# Colin Baker (fodboldspiller)
 For alternative betydninger, se Colin Baker. (Se også artikler, som begynder med Colin Baker)
Colin Walter Baker (født 18. december 1934 i Cardiff, Wales, død 11. april 2021) var en walisisk fodboldspiller (winghalf).
Baker tilbragte hele sin aktive karriere, fra 1953 til 1966 hos Cardiff City i sin hjemby. Han nåede at spille næsten 300 ligakampe for klubben, der i perioden spillede flere sæsoner i den bedste engelske række.
Baker spillede desuden syv kampe for Wales' landshold. Han var en del af den walisiske trup til VM i 1958 i Sverige, Wales' eneste VM-deltagelse nogensinde. Han spillede én af holdets fem kampe i turneringen, hvor waliserne nåede frem til kvartfinalen.